# جودي لين (ممثلة)
جودي لين (بالإنجليزية: Judy Lynne)‏ هي ممثلة أمريكية، ولدت في 22 يوليو 1943 في غاري في الولايات المتحدة.

## وصلات خارجية
- جودي لين على موقع IMDb (الإنجليزية)